# Johann Georg Strasburg
Johann Georg Strasburg (auch: Strassburg, Strassburger; * 21. Mai 1621 in Berlin; † 8. März 1681 in Königsberg i. Pr.) war ein deutscher Mediziner.

## Leben
Strasburg war der Sohn des kurfürstlichen Kammeradvokaten und Bürgermeisters von Ruppin, Jakob Strasburg und dessen Frau Benigna, Tochter des Berliner Ratsherrn Philipp Krappe. Wie sein Großvater Jakob Straßburg widmete er sich einer akademischen Laufbahn. Er immatrikulierte sich 1638 an der Brandenburgischen Universität Frankfurt und setzte seine Studien an der Universität Kopenhagen fort. Am 26. Februar 1648 ging er an die Albertus-Universität Königsberg. 1650 absolvierte er eine Bildungsreise nach Holland und im Juli 1650 gelangte er an die Universität Basel.
Dort hielt er am 1. August 1650 seine Inauguraldissertation de melancholia hypochondriaca ab und wurde am 8. August 1650 zum Doktor der Medizin promoviert. 1651 wurde er außerordentlicher Professor der Medizin an der Universität Königsberg, 1663 Adjunkt der medizinischen Fakultät, 1663 dritter ordentlicher Professor der Medizin und 1670 zweiter ordentlicher Professor. In dieser Eigenschaft beteiligte er sich auch an den organisatorischen Aufgaben der Königsberger Hochschule und war im Wintersemester 1673/74 sowie im Sommersemester 1678 Rektor der Alma Mater.
Strasburg war zweimal verheiratet: Seine erste Ehe schloss er 1650 mit Dorothea († 13. April 1659), Tochter des  Apothekers Caspar Pantzer. Die Ehe blieb kinderlos. Seine zweite Ehe schloss er mit Dorothea, Tochter des Kaufmanns in Kneiphof Georg Diethmar (Dittmer). Aus der Ehe stammten drei Söhne und zwei Töchter, wovon jedoch nur zwei Söhne den Vater überlebten. Bekannt sind die Namen des Sohnes Johann Theodor Strasburg (* 30. Januar 1673 in Königsberg, 26. Mai 1696 mit de cachexia Dr. med. in Leiden, ging als Stadtphysikus nach Tilsit, wo er starb), Catharina Elisabeth Strasburg (* 1. Februar 1679; † 15. August 1679) und Anna Dorothea Strasburg (* 29. März 1668; † 23. November 1668).

## Werke
- Pathalogiam parvam. Disp. Prim. Königsberg 1656.
- Disputatio medica, casum apoplexia [so] laborantis, eiusque curationem proponens. Königsberg 1665.
- De pleuritide.
- De natura alimenti.
- De fatis et fundamentis astrologiae judiciariae.
- Eiusque curatione.
- De diaeta.
- De doloribus dentis.

## Weblink
- Druckschriften von und über Johann Georg Strasburg im VD 17.

| Personendaten    | Personendaten            |
| ---------------- | ------------------------ |
| NAME             | Strasburg, Johann Georg  |
| ALTERNATIVNAMEN  | Strassburger, Strassburg |
| KURZBESCHREIBUNG | deutscher Mediziner      |
| GEBURTSDATUM     | 21. Mai 1621             |
| GEBURTSORT       | Berlin                   |
| STERBEDATUM      | 8. März 1681             |
| STERBEORT        | Königsberg i. Pr.        |